# 경기 필하모닉 오케스트라
경기 필하모닉 오케스트라(Gyeonggi Provincial Philharmonic Orchestra)는 경기도의 대표적인 관현악단이다. 1997년 10월에 경기 팝스 오케스트라라는 명칭으로 창단되었으며, 초대 상임 지휘자는 최선용이었다.
창단 초기에는 오페라와 발레 등의 무대 공연 반주와 팝스 콘서트 등의 대중적인 공연을 주로 개최했으며, 2대 상임 지휘자로 유광이 부임한 이후 본격적인 관현악단 체제로 개편하면서 경기도립오케스트라라는 명칭으로 바뀌었다.
2006년 9월 3대 상임지휘자로 금난새가 부임했으며, 동시에 현재 명칭으로 재차 개칭되었다.
2011년 3월 제 4대 상임지휘자로 구자범이 부임하여 2013년 6월까지 재직하였으며, 2014년 1월 제 5대 상임지휘자로 성시연이 부임하였고 2019년 11월 제 6대 상임지휘자로 마시모 자네티가 부임하여 2022년까지 재직하였다. 이 후 2023년 9월 제 7대 상임지휘자로 피아니스트 출신 김선욱이 임명되어 현재까지 이끌고 있다. 부지휘자는 김지수이고, 제 2악장은 이윤의이다.(제 1악장 공석)
주요 공연장은 경기도 수원의 경기도문화의전당 대공연장이며, 서울 예술의 전당 콘서트홀 이외에도 고양 아람누리극장, 포천 반월아트홀과 안산 문화예술의전당 등지에서도 공연하고 있다.